# Raoul (évêque de Coutances)
Pour les articles homonymes, voir Raoul.
Raoul (Radulfus) est un évêque de Coutances de la fin du XIe siècle et du début du XIIe siècle.

## Biographie
Raoul succède à Geoffroy de Montbray à l'évêché de Coutances. Il est sacré à Rouen le 3 avril 1094.
Avant son élévation, il a été le premier archidiacre de Coutances. Durant les absences de Geoffroy, c'est lui qui dirigeait le diocèse,.
Il participe aux synodes de Rouen en 1096 et 1108.
Il meurt en 1110.